# Heterusia fidonioides
Heterusia fidonioides là một loài bướm đêm trong họ Geometridae.